# Nenad Stojanović
Nenad Stojanović (Servisch: Ненад Стојановић) (Belgrado, 22 oktober 1979) is een Servische voetballer die op dit moment uitkomt voor het Montenegrijnse Rudar Plevlja.
De Servische aanvaller begon zijn voetbalcarrière bij Leotar Trebinje, een Bosnische club in wat nu Servische Republiek is, waar hij één seizoen voor uitkwam. De daarop volgende 3 seizoenen speelde Stojanović voor clubs (Jedinstvo Ub, Mladost Apatin en FK Novi Pazar) uit de tweede divisie van Joegoslavië. 
In 2002 maakte Stojanović de overstap naar het hoogste niveau in Servië, hij speelde één seizoen voor Zeleznik Belgrado. Daar wist hij zoveel indruk te maken, dat stadsgenoot Rode Ster Belgrado hem een jaar later meteen inlijfde. Na anderhalf jaar (26 wedstrijden - 9 goals en de winst van de Servische 'dubbel' in 2004) voor Rode Ster te hebben gespeeld, kocht KRC Genk hem tijdens de winterstop van het seizoen 2004/05 weg. Tijdens de rest van dat seizoen liet Stojanović in België direct een goede indruk achter. 
In het seizoen (2005/06) speelde Stojanović een wat minder seizoen en kreeg hij te horen dat hij eventueel zou mogen vertrekken. Nadat Genk de Kroatische spitsen Ivan Bošnjak en Goran Ljubojević in de zomer van 2006 had aangetrokken, besloot Stojanović op 31-08-2006 te vertrekken. De aanvaller tekende een contract bij FC Brussels tot en met de zomer van 2009, maar verliet de Belgische hoofdstad in februari 2007 voor FK Luch-Energia Vladivostok. In de zomer van 2008 keerde hij terug naar eifgen land en ging er voetballen bij FK Vojvodina.  Deze club verliet hij in januari 2009 met een vrije transfer. Stojanovic zette zijn carrière verder bij FK Javor. In 2010 stapte hij over naar Leotar Trebinje, de club waar hij zijn voetbalcarrière aanvatte. Een jaar later maakte hij de overstap naar FK Rudar Plevlja.

## Statistieken
| seizoen    | club                        | land                  | competitie                | wed. | goals |
| ---------- | --------------------------- | --------------------- | ------------------------- | ---- | ----- |
| 1998/99    | Leotar Trebinje             | Bosnië en Herzegovina | Premijer Liga             | 7    | 0     |
| 1999/00    | FK Jedinstvo Ub             | Joegoslavië           | Joegoslavische 2e divisie | 15   | 1     |
| 1999/00    | FK Mladost Apatin           | Joegoslavië           | Joegoslavische 2e divisie | 1    | 0     |
| 2000/01    | FK Mladost Apatin           | Joegoslavië           | Joegoslavische 2e divisie | 6    | 0     |
| 2001/02    | FK Novi Pazar               | Joegoslavië           | Joegoslavische 2e divisie | 10   | 1     |
| 2002/03    | FK Železnik                 | Servië en Montenegro  | Meridian Superliga        | 20   | 11    |
| 2003/04    | Rode Ster Belgrado          | Servië en Montenegro  | Meridian Superliga        | 18   | 7     |
| 2004/05    | Rode Ster Belgrado          | Servië en Montenegro  | Meridian Superliga        | 8    | 2     |
| 2004/05    | KRC Genk                    | België                | Jupiler League            | 12   | 7     |
| 2005/06    | KRC Genk                    | België                | Jupiler League            | 21   | 4     |
| 2006/07    | KRC Genk                    | België                | Jupiler League            | 0    | 0     |
| 2006/07    | FC Brussels                 | België                | Jupiler League            | 12   | 1     |
| 2006/07    | FK Luch-Energia Vladivostok | Rusland               | Russische eerste divisie  | 12   | 0     |
| 2007/08    | FK Luch-Energia Vladivostok | Rusland               | Russische eerste divisie  | ?    | ?     |
| 2008/09    | FK Vojvodina                | Servië                | Meridian Superliga        | 8    | 2     |
| 2009/10    | FK Javor                    | Servië                | Meridian Superliga        | 16   | 1     |
| 2010/11    | Leotar Trebinje             | Bosnië en Herzegovina | Premijer Liga             | 15   | 5     |
| 2011/12    | Rudar Plevlja               | Montenegro            | Eerste liga               |      |       |
| 2012/13    | Rudar Plevlja               | Montenegro            | Eerste liga               |      |       |
| Bijgewerkt | 21-01-2013                  |                       |                           |      |       |